# Cemex
A Cementos Mexicanos ou Cemex S.A.B. de CV (BMV: CEMEX, NYSE: CX) é a terceira maior produtora de cimento do mundo.